# Železniční trať Manpcho – Hjesan
Železniční trať Manpcho – Hjesan (korejsky 북부선 – Pukpusŏn) je železniční  trať v Severní Koreji. Vede z Manpcho v provincii Čagang na východ do Hjesanu v provincii Rjanggang, přičemž původně měla dále pokračovat až do Hörjongu v provincii Severní Hamgjong. Délka tratě je zhruba 250 kilometrů, má 42 stanic a vlaky na ní provozují Korejské státní dráhy. Ve své východní části vede souběžně s čínsko-korejskou hranicí.
V Manpcho na ni navazuje železniční trať Sunčchon – Manpcho a v Hjesanu na ni navazuje železniční trať Kildžu – Hjesan.